# 한국교회를 논하다
《한국교회를 논하다》는 한국사회와 교회의 다양한 이슈에 대한 성경적 대안과 해결책을 모색하는 CTS기독교TV의 토론 프로그램이다.

## MC
- [정희진]= 보도국장